# 恋はつづくよどこまでも
『恋はつづくよどこまでも』（こいはつづくよどこまでも）は、円城寺マキによる日本の漫画。『プチコミック』（小学館）にて、2016年4月号（2016年3月8日発売）から2019年2月号（2019年1月8日発売）まで連載された。ドSな男性医師の態度に憤慨しながらも、恋と仕事に対して懸命に食らいついていく女性看護師の姿を描くラブコメディ。
2020年1月期に上白石萌音の主演によってTBSテレビ「火曜ドラマ」で放送され、ドラマで公式に使われた『恋つづ（こいつづ）』の略称も用いられている。

## あらすじ
偶然起きた出来事で運命の男性となる医師と出会い、恋をした佐倉七瀬は、彼に会いたい一心で猛勉強し、晴れてナースになる。念願かなって5年越しに再会すると、憧れの医師・天堂浬は思い描いていた人とは全くの別人で、毒舌ばかり吐く超ドSなドクターで通称「魔王」だということがわかった。しかし、そんな天堂に対して七瀬は純粋に素直に思いを伝えつづける。その姿は病院内で一躍有名となり、くじけず突き進む姿が「魔王」に立ち向かう「勇者」のようだと、先輩たちから「勇者ちゃん」と呼ばれるように。誰の目から見ても全くもって無謀だが、それでも七瀬がただ一生懸命に思いを伝え、仕事に恋に常にまっすぐな姿に、徐々に天堂の鉄の心が溶かされていく。

## 登場人物
佐倉 七瀬（さくら ななせ）
呼吸器科の女性看護師（ドラマでは循環器内科）。
5年前にお年寄りを助けた天堂浬に出会ってから看護師を志す。看護師としての責任感は人一倍強く、壁にぶつかりながら周囲から少しずつ信頼されるようになる。一部の看護師や医師から「勇者ちゃん」と呼ばれている。酒好きで浬の姉流子と晩酌をする。非常に酒癖が悪く、酔っ払うと手がつけられない。
天堂 浬（てんどう かいり）
呼吸器科医（ドラマでは循環器内科医）。
見た目はかっこいいが、人当たりが悪いのが難点。
七瀬に対して邪険に扱う態度が目立つが、彼女に看護師として大切なことを教えるなど成長を上司として見守るうちにひたむきさに惹かれていく。医師としては腕も姿勢も一流で患者からの信頼も厚い。ドSで「魔王」と呼ばれている。甘いものが好き（特にクリームパン）。酒飲みの流子の弟でありながら酒に弱くて酒があまり飲めない。
天堂 流子（てんどう りゅうこ）
浬の姉。マンションの管理人をしている。浬と違って性格は天真爛漫で、彼にとって頭が上がらない人物。お酒が大好きで七瀬とよく晩酌する。
来生 晃一（きすぎ こういち）
呼吸器科医（ドラマでは循環器内科医）で浬とは同期。
浬とは正反対の穏やかな性格で病院内で一番人気の医者。漫画のなかでついたあだ名は「魔法使い（賢者）」。
仁志 琉星（にし りゅうせい）
小児科看護師で七瀬と同期。
研修期間中に七瀬が子供に慕われる様子を見て、小児科に誘う。看護師でありながら突発的な流血が苦手。流子のことが好き。
若林 みのり（わかばやし みのり）
浬の元恋人。みおりの姉。
浬と来生とは医大の同期生だったが、8年前に病気でこの世を去ってしまう。
若林 みおり（わかばやし みおり）
みのりの双子の妹。心臓外科医。
おっちょこちょいであっけらかんとした性格。
菅野 海砂（かんの みさ）
ドラマでは小児科、漫画では救命救急室所属。七瀬と同期で大学の同期生。何かと七瀬の面倒を見ている。
酒井 結華（さかい ゆいか）
ドラマでは七瀬と同期。漫画では天堂先生狙いの研修生。ドラマでは七瀬と仕事のライバル。漫画では恋のライバル。超優秀新人ナースでやたらと頼られている。ドラマでは来生に片想いをしている。

## 書誌情報
- 円城寺マキ 『恋はつづくよどこまでも』〈プチフラワーコミックスα〉小学館、全7巻
  1. 2016年09月09日発売[小 1]、ISBN 978-4-09-138559-8
  2. 2017年01月10日発売[小 2]、ISBN 978-4-09-139227-5
  3. 2017年07月10日発売[小 3]、ISBN 978-4-09-139434-7
  4. 2017年12月08日発売[小 4]、ISBN 978-4-09-139673-0
  5. 2018年05月10日発売[小 5]、ISBN 978-4-09-870065-3
  6. 2018年10月10日発売[小 6]、ISBN 978-4-09-870240-4
  7. 2019年03月08日発売[小 7]、ISBN 978-4-09-870371-5

## テレビドラマ
2020年1月14日から3月17日までTBSテレビ系「火曜ドラマ」で放送された。
後番組となる『私の家政夫ナギサさん』の新型コロナウイルスによる7月7日への放送開始延期を受けて、4月14日には『恋はつづくよどこまでも胸キュン!ダイジェスト』と題した総集編（22:00 - 22:57）が放送された。以降も放送継続となり、4月21日から5月5日まで『恋はつづくよどこまでも胸キュン!特別編』（それぞれ第7話・第8話・第9話の再編集版）、5月12日に『恋はつづくよどこまでも胸キュン!完結編～最終話』（最終話の再編集版）が放送された。
関東ほか一部地域では、2020年12月29日に年末特別番組として「ディレクターズカット版全話一挙放送SP」を放送。また2022年12月31日・2023年1月2日にも「一挙放送スペシャル」を放送した。
キャッチコピーは「正気か? 本気です♡」。

### キャスト

#### 日浦総合病院

##### 循環器内科
佐倉七瀬〈22〉
演 - 上白石萌音
高校二年生の修学旅行で東京を訪れた際、居合わせた女性が発作で倒れたのを目の当たりにし、パニックになっていた時に偶然ジョギングしていた天堂に助けられ、一目惚れする。天堂と再会し、同じ職場で働くのを目標に地元の看護専門学校に通い看護師となる。良くも悪くも猪突猛進の一直線に進むタイプで、陰で魔王と呼ばれる天堂に赴任早々再会一発目に告白をする。その勇気を称えて（半分面白がって)『勇者』というあだ名を付けられる。最初は天堂に会うためになった看護師だったが、次第に患者さんを助けたいという思いが強く芽生えてきたことで、看護師として成長できるように努力を惜しまず、周りに縋り付いて行くようになる。ドラマでは地元が鹿児島であるという設定が加えられているが、原作でそのような設定はない。
天堂浬〈33〉
演 - 佐藤健
日浦総合病院循環器内科の優秀なドクター。知識も豊富で思慮深く、患者には丁寧で親切だがその素顔はドSで腹黒の俺様タイプ。厳しい性格のせいでオブラートに包むことができず、天堂から叱責を受けたナースから転科の希望が後を絶たない。当初、出会って一発目で愛の告白を投げてきた七瀬に理解不能といった態度で嫌悪感を示していたが、あの日の出来事を忘れたことは一度もなかった。昔から基本的な性格は変わっていないが、以前はもう少し柔らかい性格でよく笑っていた。しかし、かつての恋人を病で失ったことでその笑顔を封印した。当初、七瀬のことを女性として見ることはなかったが次第に真っ直ぐな愛情表現に心を動かされていく。
来生晃一〈33〉
演 - 毎熊克哉
天堂と同じ循環器内科医で同期のドクター。ドSで腹黒な天堂とは反対に誰にでも優しく気遣いのできるできた男。同僚に差し入れや気遣いの言葉を日々惜しまないことで循環器内科のナースからは頼られている。また、ナースの石原からは病院の中で人気NO.1と称されているほどの人気者。天堂と同様に優秀なドクターだが、知識や頭の良さでは天堂には敵わないと自分自身で認めている。当初、七瀬に対して面白半分に興味を示して、天堂との恋愛成就のためのアドバイスをしていたが、次第に七瀬に惹かれていくようになる。七瀬の同期である酒井から好意を寄せられている。
沼津幸人〈29〉
演 - 昴生（ミキ）
循環器内科に勤務する男性看護師。大阪出身で以前は大阪の病院に勤めていたが、保母をしている彼女が東京に出てくることになったことで付いていくように東京へ出て来た。そのため、普段関西弁で話す。担当医師は来生で天堂と七瀬とは違い関係は良好。
石原こずえ〈28〉
演 - 瀧内公美
循環器内科に勤務する看護師。綺麗な容姿と明るい性格を持っており、沼津と並ぶ循環器内科のムードメーカー的存在。七瀬と天堂の恋を面白半分に応援している。婚活中で色々と活動しているが、一向に出会いはない模様。
酒井結華〈23〉
演 - 吉川愛
七瀬と同期の新人ナース。専門学校卒の看護師が多い中、大学の看護学部を卒業した大卒ナース。そのため、七瀬達よりひとつ年齢が上。新人の中でも突出して優秀で、小児科や整形外科、救急に外科と数多の科からスカウトが来るほど優秀で知識も豊富。自分にも他人にも厳しい性格のようで、他人から見るとクールで取っ付き難い部分も散見する。七瀬を嫌っているわけではないが、七瀬がまだまだ頼りないせいで七瀬が行うはずだった仕事が自分の元へやって来ることで思うような看護ができないことを主任の根岸に吐露している。しかし、根は優しいらしく七瀬がストーカーに襲われ、怪我をした際には「犯人が捕まって安心した」と安堵のセリフを零すなどしている。来生に惚れているようで、来生と距離の近い七瀬にモヤモヤとした感情を抱いている場面がある。

中野藍
演 - 瑛蓮
高津若菜
演 - 見上愛
根岸茉莉子〈37〉
演 - 平岩紙
循環器内科で主任を勤めるベテランナース。高校生の息子がいる。とても優しく、部下思いの性格で周りから信頼される理想の上司を具現化したような存在で七瀬も根岸を信頼している。その反対に子煩悩な部分があり、自身の子供が入院してきた際には、主治医である天堂のサポートを担当する七瀬の手腕に不安があったことで一時七瀬を担当から外すことを願い出てしまうことがあった。その後は考えを改めて、七瀬に謝っている。
小石川六郎〈42〉
演 - 山本耕史
42歳の若さで日浦総合病院循環器内科の部長であり、副院長を務める優秀なドクター。人当たりの良い性格をしているが、それと同時に飄々とした性格で冗談を言ってはナース達を笑わせたり困らせたりしている。離婚歴がある。厳しい性格の天堂のせいで辞める新人ドクターやナースが後を絶たないことに悩んでおり、天堂に態度を少しでも改めるように釘を刺している。

##### 小児科
仁志琉星〈22〉
演 - 渡邊圭祐
七瀬と同期の新人ナース。その大きな体躯からは一見想像できないが、少し気弱で自信なさげな性格をしている。突発的な流血が苦手で、点滴が取れて血液が流れ出ているのを見ると気を失ってしまいそうになる。苦手な流血を克服しようとやって来た映画館でスプラッタ映画を鑑賞した際、天堂の姉である流子と出会い、惹かれるようになる。
菅野海砂〈22〉
演 - 堀田真由
七瀬、酒井、仁志と同期の新人ナース。黒縁の眼鏡をかけている。周りの同期三人（七瀬･酒井･仁志）が恋に浮かれたり悩んでいる中、唯一お金のために、働いてもっと看護の専門的な資格を取ろうと画策している現実的な性格。
原静香
演 - 安藤聖
結城沙世子〈37〉
演 - 片瀬那奈
小児科に勤める美人ドクター。天堂や来生の先輩で、天堂の過去を知っている人物の一人。拡張型心筋症を患う白浜杏里ちゃんの主治医を担当していることから循環器内科と関わることが多く、七瀬達のこともよく知っている。一歩下がった場所から七瀬達を見守ることもあれば、恋愛に関するアドバイスをしたりすることもあるなど面倒見も良い。

##### その他診療科
大淵知子
演 - 原扶貴子（看護師長）
小林文江
演 - 堀本雪詠
若林みおり〈33〉
演 - 蓮佛美沙子（第5話 - 最終話）（心臓外科医）

#### その他
天堂流子〈35〉
演 - 香里奈
浬の姉で、七瀬が入居するマンションの管理人。七瀬の隣室に浬と住んでいる。かつては医大に通っていたが自分には合わないと感じ、中退した。適当な性格で七瀬のことを『ナナコ』と呼んだり、来生のことを『コウジ』と呼んだり名前を正しく覚えることが少ない。また、お酒が大好きで大体いつも酔っ払った状態で七瀬達に絡んでくる。
若林みのり〈享年26〉
演 - 蓮佛美沙子
浬・来生と医大の同期生。浬と恋愛関係にあったが、研修医当時に拡張型心筋症で亡くなった。

#### ゲスト
第1話
- 神田光喜 - 金子大地（第2話・最終話）
- 白浜杏里 - 住田萌乃（第2話・第3話・第8話・最終話）
- 巣鴨学 - 岡部たかし （第2話・第3話）
- サラリーマン - 鈴木拓
- 猫田スグル - 黒羽麻璃央（最終話）
- 熊本信子 - 青木和代（第2話）
- 白浜妙子 - 太田美恵（第8話）
- 渡辺照子 - ふくまつみ
- 赤井八重子 - しのへけい子
- 矢代 - 高橋弾
- 宇野誠 - 雲母翔太
- 医師 - 簑輪裕太
- 藤吉健吾 - 伊藤駿太
- 立花明日花 - 田中絆菜
- 桐沢幹太 - 南雲潤平
- 須藤美怜 - 落井実結子

第2話
- 五十嵐優 - 大幡しえり
- 沢渡真也 - 寿大聡（第3話 - 第5話・最終話）
- 榎木敬太 - コトブキツカサ（第3話 - 第5話・最終話）

第3話
- 巣鴨朋美 - 青木さやか

学の妻。
- 田沢伸 - 森廉（第4話）

七瀬にストーカー行為を働いた。
第4話
- 鶴岡恵子 - 美保純（最終話）
- 吉野恵理 - 高山侑子（最終話）

第5話
- 根岸真司 - 醍醐虎汰朗

第6話
- 堤一郎太 - ぼんちおさむ
- 和田洋子 - 田村たがめ
- 立花康央 - 三島ゆたか

第7話
- 上条周志〈25〉 - 清原翔（第8話・最終話）
- 浅井祐太郎 - 岩寺真志（第8話）
- 杉村美里 - 都丸紗也華
- 上条正志 - 遠藤たつお

第8話
- 中沢勉 - モロ師岡（第9話）
- 菊地春子 - 上村依子
- 黒坂祐樹 - 岩瀬亮

第9話
- 佐倉誠一 - おかやまはじめ

七瀬の父。
- 佐倉初江 - 石野真子

七瀬の母。
- 佐倉幸吉 - せんだみつお

七瀬の祖父。
- 佐倉寛紀 - 上川周作
- 佐倉聡子 - 福井裕子
- 菅原賢三 - 橋爪淳
- 仲畑りさ子 - 呑山仁奈子
- 佐倉家の知人 - 松本海希

最終話
- 天堂万里 - 村上弘明
- 天堂虹子 - 床嶋佳子
- 沼津優人 - 亜生（ミキ）
- 柳修太郎 - 田村健太郎
- 柳美恵子 - 角南範子
- 犬飼美里 - 松岡里英

### スタッフ
- 原作 - 円城寺マキ 『恋はつづくよどこまでも』（プチフラワーコミックスα / 小学館刊）
- 脚本 - 金子ありさ、渡邉真子（第7・9話）
- 音楽 - 河野伸
- 主題歌 - Official髭男dism「I LOVE...」（ポニーキャニオン）[17]
- チーフプロデューサー - 磯山晶
- 編成・プロデューサー - 宮﨑真佐子
- プロデューサー - 松本明子
- 演出 - 田中健太、福田亮介、金子文紀
- 製作 - TBSスパークル、TBS

### ロケ地
- 今戸神社（東京都台東区今戸）： 七瀬が恋愛成就を祈願した神社[18]。
- 東京ドームシティ（東京都文京区後楽）：天堂と七瀬がデートをした遊園地[18]。
- 町田市民病院（東京都町田市旭町）：天堂と七瀬が働いている病院[18]。
- 隅田公園（東京都墨田区向島）：天堂と七瀬がベンチで話した公園[18]。

### 放送日程
| 話数                                                                         | 放送日  | サブタイトル                                        | 脚本                | 演出     | 視聴率 |
| ---------------------------------------------------------------------------- | ------- | --------------------------------------------------- | ------------------- | -------- | ------ |
| 第1話                                                                        | 1月14日 | 運命の人はドSのドクター!? 愛と命と冒険の物語始まる! | 金子ありさ          | 田中健太 | 09.9%  |
| 第2話                                                                        | 1月21日 | 初めての試練! 先生の優しいハグ…                     | 金子ありさ          | 田中健太 | 10.5%  |
| 第3話                                                                        | 1月28日 | 愛と涙の採血…そして魔王が笑った                     | 金子ありさ          | 福田亮介 | 10.2%  |
| 第4話                                                                        | 2月04日 | 衝撃の夜! 恋のイレギュラー発生!                     | 金子ありさ          | 福田亮介 | 10.6%  |
| 第5話                                                                        | 2月11日 | 彼女就任! 魔王と秘密の職場恋愛!?                    | 金子ありさ          | 金子文紀 | 09.6%  |
| 第6話                                                                        | 2月18日 | 燃える大阪出張の夜! 俺がいるよ…                     | 金子ありさ          | 田中健太 | 10.9%  |
| 第7話                                                                        | 2月25日 | 強敵王子現る!? 魔王が嫉妬の化身に                   | 渡邉真子 金子ありさ | 福田亮介 | 11.9%  |
| 第8話                                                                        | 3月03日 | 俺のそばを離れるな…ついに告白!                      | 金子ありさ          | 田中健太 | 12.1%  |
| 第9話                                                                        | 3月10日 | 好きだ…お前が…好きだ…!                              | 渡邉真子 金子ありさ | 金子文紀 | 14.7%  |
| 最終話                                                                       | 3月17日 | I LOVE…その続きを贈らせて                           | 金子ありさ          | 田中健太 | 15.4%  |
| 平均視聴率 11.6%（視聴率はビデオリサーチ調べ、関東地区・世帯・リアルタイム） |         |                                                     |                     |          |        |

### Blu-ray&DVD
『恋はつづくよどこまでも』Blu-ray-BOX、DVD-BOX
アミューズソフトから2020年7月22日に発売。Blu-rayは4枚組（本編：3枚、特典映像：1枚）、DVDは6枚組（本編：5枚、特典映像：1枚）。

### スピンオフドラマ
『まだまだ恋はつづくよどこまでも』のタイトルで、動画配信サービスParaviにて本編終了後に毎週配信されたスピンオフドラマ。七瀬たち行きつけの居酒屋やバーを舞台に、占いが得意なイケメン店員・猫田（演 - 黒羽麻璃央）が恋愛の悩み相談を受け、恋のお導きをするという内容。
2020年4月24日に発表された2019年度Paravi年間視聴ランキングドラマ部門において、本編とともに2位を獲得した。
| 話数   | 配信日  | サブタイトル                         | 相談者     | 脚本     | 演出     |
| ------ | ------- | ------------------------------------ | ---------- | -------- | -------- |
| 第1話  | 1月14日 | ドSドクターの落とし方                | 佐倉七瀬   | 田辺茂範 | 福田亮介 |
| 第2話  | 1月21日 | ドSドクターの笑わせ方                | 佐倉七瀬   | 田辺茂範 | 福田亮介 |
| 第3話  | 1月28日 | トキメキの見つけ方                   | 酒井結華   | 田辺茂範 | 濱野大輝 |
| 第4話  | 2月04日 | 秘かな想いの伝え方                   | 酒井結華   | 田辺茂範 | 井村太一 |
| 第5話  | 2月11日 | バレンタイン大作戦 前編              | 仁志琉星   | 田辺茂範 | 田中健太 |
| 第6話  | 2月18日 | バレンタイン大作戦 後編              | 仁志琉星   | 田辺茂範 | 田中健太 |
| 第7話  | 2月25日 | 好きな人の恋を応援する方法 前編      | 小石川六郎 | 田辺茂範 | 濱野大輝 |
| 第8話  | 3月03日 | 好きな人の恋を応援する方法 後編      | 結城沙世子 | 田辺茂範 | 井村太一 |
| 第9話  | 3月10日 | 100年の恋を叶える方法                | 天堂流子   | 田辺茂範 | 福田亮介 |
| 最終話 | 3月17日 | 好きな人にずっと好きでいてもらう方法 | 天堂七瀬   | 田辺茂範 | 福田亮介 |

### 作品の評価
初回の視聴率は9.9%と10%を惜しくも割っていたが、最終回に15%を超え平均視聴率・最高視聴率共に同枠3位を記録し、ほぼ右肩上がりに視聴率が上昇。
動画配信サービスのTVerにおける再生回数がTBS史上最高となる368万回を記録し、歴代1位となった。第7話の時点で それまで再生回数1位だった『逃げるは恥だが役に立つ』最終回の266万回を超えており、結果4週連続で自身が持っていた記録を更新し続け最終回では368万回を記録し、全10話合計では、同サービス史上最高再生回数の1841万回を記録した。また、2020年4月24日に発表された2019年度Paravi年間視聴ランキングドラマ部門において、1位を獲得した。
第9話の時点で、ドラマ視聴者の満足度を調査した「オリコンドラマバリュー」で満点の100Ptをたたき出すなど高く評価された。
番組終了後もSNSでの話題は絶えず、Twitterの世界トレンドランキングで1位になったり、特に公式アカウントのフォロワー数は増え続け、Instagramは108万人、Twitterは44万人のフォロワーを獲得した。また、『恋つづロス』といわれる人が続出し、『恋つづ11話』など架空のハッシュタグまで誕生した。最終回放送後5か月以上が経った8月31日には、主演を務めた上白石萌音が同局のCDTVライブ!ライブ!に出演し、ドラマの映像が5秒ほど流れると『恋つづありがとう』がTwitterでトレンド入りした。
DVD-BOX『恋はつづくよどこまでも　DVD-BOX』が、7月30日発表の「オリコン週間DVDランキング」において、週間売上3.9万枚で初登場1位を獲得した。なお、同週付Blu-ray Discランキングでも、同作BDが週間売上2.8万枚で2位を獲得した。2020年度Blu-ray&DVD売上高では、10億2800万円で1位を獲得。
Twitter Japanが発表した『2020 もっとも使われたハッシュタグ : 番組』に、「#恋つづ」がランクインした。
東京ドラマアウォード2020で作品部門で優秀賞、助演男優賞（佐藤健）、主題歌賞（Official髭男dism『I LOVE...』）で三冠を達成。発表当日は略称である「恋つづ」がTwitterでトレンド入りした。
2020年12月9日に発表されたYahoo!JAPAN「Yahoo!検索大賞2020」では大賞に天堂浬役の「佐藤健」、女優部門賞に主人公・佐倉七瀬役の「上白石萌音」、ミュージシャン部門賞に主題歌を担当した「Official髭男dism」がそれぞれ選出された。

### 受賞歴
- 第104回ザテレビジョンドラマアカデミー賞
  - 最優秀作品賞[31]
  - 主演女優賞（上白石萌音）[31]
  - 助演男優賞（佐藤健）[31]
  - 助演女優賞（香里奈）[31]
  - ドラマソング賞（Official髭男dism「I LOVE...」）[31]
- KKTV 2020年度日劇賞 最優秀主演女優賞（上白石萌音）
- TVstationドラマ大賞2020 主演女優賞 第1位（上白石萌音）
- 第30回年間ドラマ大賞 主演女優賞（上白石萌音）
- 東京ドラマアウォード2020[32]
  - 優秀賞[29]
  - 助演男優賞（佐藤健）[29]
  - 主題歌賞（Official髭男dism「I LOVE...」）[29]
- Yahoo!検索大賞2020
  - 大賞・俳優部門賞（佐藤健）[30]
  - 女優部門賞（上白石萌音）[30]
  - ミュージシャン部門賞（Official髭男dism）[30]
- TVerアワード2020
  - ドラマ大賞[注 3][33]
  - ドラマエピソード賞[注 4][33]

| TBS系 火曜ドラマ                                | TBS系 火曜ドラマ                                   | TBS系 火曜ドラマ                               |
| 前番組                                          | 番組名                                             | 次番組                                         |
| ----------------------------------------------- | -------------------------------------------------- | ---------------------------------------------- |
| G線上のあなたと私 （2019年10月15日 - 12月17日） | 恋はつづくよどこまでも （2020年1月14日 - 3月17日） | 私の家政夫ナギサさん （2020年7月7日 - 9月1日） |